# ایستگاه موتوماچی-چوکاگای
ایستگاه موتوماچی-چوکاگای (به ژاپنی: 元町・中華街駅, Motomachi-Chūkagai-eki)، یک ایستگاه زیرزمینی راه‌آهن در خط میناتومیرای مترو در ناکا-کو، یوکوهاما،  استان کاناگاوا، ژاپن است که توسط شراکت عمومی-خصوصی شرکت راه‌آهن یوکوهاما میناتومیرای اداره می‌شود.